# Трендафил Стойчев
Трендафил Стойчев (18 липня 1953) — болгарський важкоатлет.
Срібний призер Олімпійських Ігор 1976 року в напівважкій вазі.